# Diablo II
| Recensioner     | Recensioner     |
| Recensionsbetyg | Recensionsbetyg |
| Publikation     | Betyg           |
| --------------- | --------------- |
| Gamespot        | [ 1 ]           |
| IGN             | [ 2 ]           |

Diablo II är en uppföljare till spelet Diablo, spelet är ett mörkt hack 'n slash och RPG som går ut på att döda Diablo och hans bröder, plus demoniska undersåtar till dessa för att rädda världen undan ondskan. 
Diablo II utvecklades av Blizzard North och utgavs till Windows och Mac OS Classic år 2000 av Blizzard Entertainment. Spelet kan både spelas i enspelarspel och flerspelarspel (där både över LAN och över Blizzards Battle.net).
I april 2001 hade Diablo II blivit ett av de mest populära onlinespelen någonsin. Mycket som kan ha bidragit till spelets succé är Blizzards Battle.net där det är mest folk som spelar och spelarens jakt på spelets "items" (vapen, sköldar, rustningar etc).
Spelet utökades 2001 med expansionen Diablo II: Lord of Destruction och finns nu i versionen 1.13d sedan oktober 2011.
Ett tredje spel, Diablo III offentliggjordes på Blizzard Worldwide Invitational 2008 i Paris i den 28 juni 2008.
Diablo II är ett av spelen som var med i konstutställningen The Art of Video Games på Smithsonian American Art Museum under 2012.

## Spelet
Spelmiljön i Diablo II är isometrisk och spelarens karaktär finns alltid i mitten av skärmen. I nedre kant av skärmen finns information om hur mycket liv och Mana (energi) karaktären har och om vilka förmågor som används för tillfället. Spelaren styr sin karaktär med musen och kan använda tangentbordet för att snabbare kunna utföra olika sysslor, såsom att växla mellan diverse förmågor, få upp informationsfönster och annat.
Det första spelaren får göra är att skapa en karaktär. Man kan välja mellan fem olika klasser; Amazon, Barbarian, Sorceress, Necromancer och Paladin. Alla har tillgång till unika förmågor och är bäst lämpade för olika situationer. I expansionen; Lord of Destruction tillkommer två klasser till: Druid och Assassin.
Spelet bygger på ett så kallat nivåsystem (eng."level") som går från nivå ett till 99. När spelaren dödar ett monster får denne erfarenhetspoäng. Efter att ha fått tillräckligt med poäng går karaktären upp till nästa nivå och kan då välja en ny förmåga eller bli bättre på någon den redan valt, samt placera ut fem stycken färdighetspoäng. Färdighetspoängen distribueras valfritt mellan styrka, uthållighet, energi och smidighet. Centralt i spelet och direkt beroende av förmågor och färdighetspoäng är så kallade builds, olika mallar för att placera ut poängen. Varje klass har sina egna builds och med tiden har spelarna upptäckt vilka som är de mest effektiva beroende på karaktären.
Handlingen i Diablo II är uppdelad i 4 olika akter, där man i sista akten till slut konfronterar Diablo. I varje akt utgår spelaren ifrån en stad där denne får olika uppdrag eller Quests som han måste ta dig an, det kan vara allt ifrån att döda ett visst monster till att sätta ihop en magisk stav. Trots att inte alla uppdrag är nödvändiga brukar många ge belöningar som mer färdighetspoäng, föremål eller dylikt. I varje akt finns det en "boss" som man måste döda för att komma vidare till nästa akt. 
Det finns även tre olika svårighetsgrader i Diablo II. De olika nivåerna är Normal, Nightmare och Hell. Spelaren måste klara av Normal för att låsa upp Nightmare-läget, och sedan i sin tur klara Nightmare för att ges tillgång till Hell. I Nightmare och Hell blir spelet mycket svårare då spelaren blir försvagad och förlorar erfarenhet när den dör. Monstren blir farligare och i Hell är alla monster immuna mot något av de element som finns i spelet. När spelaren skapar en karaktär kan han välja att spela Hardcore, vilket betyder att om karaktären dör så slutar spelet, till skillnad från de andra spellägena, där karaktären tillåts dö hur många gånger som helst.

### Klasser
I spelet finns fem klasser, alla med olika specialiteter och förmågor. I expansionen, Lord of Destruction, tillkommer två klasser till. 
- Barbarian

Karaktärens röstskådespelare: David Thomas

Barbarian är den ultimata krigarklassen som specialiserar sig (främst) på närkampsstrid och råstyrka. Hans tre olika färdighetsträd är "Warcries", "Combat Masteries" och "Combat Skills". Vanligast är att Barbarian använder färdigheten "Battle Orders" i flerspelarspel för att utöka hälsopoängen på sig själv och gruppen. Barbaren kan även slåss med två vapen samtidigt.
En populär byggnad av Barbarian är den så kallade Whirler, där man koncentrerar sig på att använda ett tungt vapen och färdigheten "Whirlwind".
- Paladin

Karaktärens röstskådespelare: Larry B. Scott

Paladin är den religiösa riddare som kan åkalla gudarna till sin hjälp. Den största skillnaden mellan denna karaktär och de andra är att Paladin kan ha olika sorters "Auras", som han i flerspelarspel kan dela med sig av till andra spelare för att förstärka deras förmågor. Hans tre olika färdighetsträd är "Combat Skills", "Defensive Auras" och "Offensive Auras".
En populär byggnad av Paladin är den så kallade Hammerdin, där man koncentrerar sig på färdigheten "Blessed Hammer".
- Amazon

Karaktärens röstskådespelare: Jessica Straus

Amazon är den kvinnliga krigaren som specialiserar sig på att använda antingen pilbåge eller spjut. Hennes tre olika färdighetsträd är "Javelin & Spear", "Passive & Magic" och "Bow & Crossbow". Med Amazonen kan man använda kastspjut, vanligt spjut, armborst och pilbåge.
- Sorceress

Karaktärens röstskådespelare: Liana Young

Sorceress är den kvinnliga magikern som använder elementmagi inom någon av de tre klasserna eld, is och åska. Hon besitter även kraften att kunna teleportera sig. Hennes tre olika färdighetsträd är "Cold Spells", "Lightning Spells" och "Fire Spells". 
- Necromancer

Karaktärens röstskådespelare: Michael McConnohie

Necromancer väcker liv i döda varelser och skapar bl.a. skelett av likdelar och golems. Han kan även magier som Poison- och Bone-magier så som "Poison Nova", en magi som skapar en ring omkring honom av giftig gas, respektive "Bone Prison", en skelettbur som låser in fienden. Hans tre olika färdighetsträd är "Curses", "Poison & Bone" och "Summoning".

### Flerspelarspem
Till skillnad från det första spelet så är Diablo II mycket mer anpassat för att spelas online. Ett flertal av klassernas förmågor (såsom olika Auras och Warcries) har bättre verkan i ett Party (grupp) och uppmuntrar till samarbete.
I flerspelarspel kan man välja mellan Blizzards Battle.net och LAN. Battle.net är uppdelat i en Öppen och en Stängd del. I det öppna battle.net kan spelaren spela med sina singelplayer-karaktärer, på det stängda lagras alla karaktärer på battle.nets egna server. Detta för att förhindra olika fusk som lätt kan komma till på det öppna battle.net. Om en karaktär i den stängda delen inte används på 90 dagar tas den bort. 
Den största skillnaden mellan enspelarspel och flerspelarspel är att spelets områden skapas slumpmässigt på varje ny server och spelaren måste upptäcka allt på nytt. I enspelarspel har alltid varje karaktär kvar sina kartor. 
Det kan max vara 8 spelare på samma server och de kan välja att spela i grupp eller spela för sig själva. Ju fler spelare det är på servern, desto svårare blir monstren för att kompensera.

### Spelstilar
Den vanligaste spelstilen online är PvM, Players vs. Monster, där man som grupp (eller ensam) slåss mot de olika monstren i spelet för att följa spelets handling, leta nya föremål eller för att samla erfarenhetspoäng. Eftersom sannolikheten att hitta bra föremål är högre vid vissa platser, skapas det ofta servrar där spelarna rensar ett visst område för att sedan skapa en ny server och rensa samma område igen. Detsamma gäller bossar och områden som ger mycket erfarenhetspoäng.
En annan spelstil är PvP, Player vs. Player, där två eller flera spelare slåss mot varandra. Dessa två spelstilar skiljer sig väldigt mycket mellan varandra och kräver ofta helt olika builds och utrustning.

### Rankning
Sedan version 1.10 kan spelaren välja att en nyskapad karaktär ska kunna vara med och försöka ta sig upp till toppen på en topplista, The Ladder, där karaktärerna är rankade efter deras nivå. Spelar man "Ladder-versionen" av Diablo II får man tillgång till en del Runord och föremål som inte går att hitta i "Icke-ladder". The Ladder nollställs med jämna mellanrum och alla tidigare Ladder-karaktärer blir då Icke-ladder.

## Handling
Handlingen tar vid där det förra spelet slutade. Där besegrades Diablo av spelets hjälte som då fick kontrollen över Diablos själsten (en magisk sten som användes för att fängsla Diablo och hans bröder). För att undvika att Diablo skall kunna släppas fri valde hjälten att trycka in själstenen i sitt eget huvud. Diablos själ smittade dock långsamt ner hjälten och tog över hans kropp; han drabbades av mardrömmar och började mumla om Östern. En dag begav sig hjälten iväg från Tristram, österut. Och ondskan tycktes följa honom vart han än gick. Strax efter att hjälten lämnat Tristram, anfölls staden av demoner och odöda. Diablos hämnd hade börjat.
Diablo II inleds med en animerad film där spelets berättare, Marius (spelad av Frank Gorshin), bevittnar hur den nu fallne hjälten släpper lös Diablos krafter över en taverna. Marius undkommer av någon anledning den död Diablo släppt lös och fångas sedan av ett tvång att följa med den fallne hjälten då denne beger sig mot öst för att befria Diablos bröder Mephisto och Baal. Den karaktär spelaren väljer har sedan till uppdrag att förhindra att de tre bröderna tar över den dödliga världen och går igenom fyra stycken akter på vägen mot den slutliga striden.

## Secret Cow Level
Secret Cow Level är ett stående skämt från det första Diablo som började av ett rykte på Internet att det fanns en ko i spelet som inte tycktes ha något syfte. Om man klickade på den ett visst antal gånger så skulle en portal till en hemlig nivå öppnas. Ryktet var en bluff, men trots det var en legend född och spelare efter spelare frågade Blizzard om hur man kom dit.
I Diablo: Hellfire var det möjligt att ändra en parameter i en viss textfil så att bonden blev klädd i en kodräkt med en passande ny dialog ("Moo." "I said Moo!"). Detta bidrog till att än fler spelare blev övertygade om att det fanns en Secret Cow Level. Blizzard inkluderade en fuskkod i StarCraft för att få stopp på ryktena; there is no cow level och därmed var det officiellt bekräftat att det inte fanns någon hemlig nivå.
Ett Screenshot of the Week den 1 april 1999 visade flera kor som stod upprätt och slogs. Spelare undrade om bilden var ett aprilskämt eller om det faktiskt var planerat att införa en Secret Cow Level i spelet. Det visade sig att det fanns en Cow Level i Diablo 2.

## Versioner
23 officiella uppdateringar har släppts till Diablo II. Sedan spelet släpptes har en mängd spelsystem ändrats och nya saker lagts till. Sedan version 1.12a släpptes i juni 2008, går det att spela spelet utan att behöva använda CD:n.

## 10-Year Anniversary
Den 29 juni 2010 firade Diablo II 10 år och Blizzard Entertainment valde att skapa en jubileumssida åt spelet. På denna sida tackade Blizzard spelarna för deras hängivenhet och sa att det var tack vare fansen som spelet levde vidare. Blizzard beskrev även spelet på följande sätt:
| ”                        | Diablo II did more than just expand on the core feel and mechanics of the original game. It took a traditional dungeon crawl and opened up the game world with vast exterior zones and intricate, randomly generated dungeons. Diablo II took players from desert sands to the darkest jungles on a quest that would ultimately lead them into the depths of the Burning Hells. | „ |
| – Blizzard Entertainment | |   |

## Recensioner
Över 10 000 röster (10,422) gick in och spelet fick betyg 8,9 av 10 möjliga.